# Планкоэт (кантон)
Планкоэ́т (фр. Plancoët) — кантон во Франции, находится в регионе Бретань, департамент Кот-д’Армор. Входит в состав округа Динан.

## История
До 2015 года в состав кантона входили коммуны:
| Коммуна     | Население, чел. (1999) | Почтовый индекс | Код INSEE |
| ----------- | ---------------------- | --------------- | --------- |
| Бурсёль     | 921                    | 22130           | 22014     |
| Корсёль     | 1 977                  | 22130           | 22048     |
| Креэн       | 1 479                  | 22130           | 22049     |
| Лангнан     | 805                    | 22130           | 22105     |
| Ландебья    | 427                    | 22130           | 22096     |
| Планкоэт    | 2 589                  | 22130           | 22172     |
| Плевен      | 565                    | 22130           | 22200     |
| Плюдюно     | 1 681                  | 22130           | 22237     |
| Сен-Лормель | 777                    | 22130           | 22311     |

В результате реформы 2015 года состав кантона был изменен; в него вошли отдельные коммуны упраздненных кантонов Плелан-ле-Пети и Плубале.

## Состав кантона с 22 марта 2015 года
В состав кантона входят коммуны (население по данным Национального института статистики за 2019 г.):
- Бурсёль (1 165 чел.)
- Корсёль (2 197 чел.)
- Креэн (1 629 чел.)
- Ла-Ландек (726 чел.)
- Лангедья (526 чел.)
- Лангнан (1 146 чел.)
- Ландебья (459 чел.)
- Планкоэт (2 981 чел.)
- Плевен (593 чел.)
- Плелан-ле-Пети (1 901 чел.)
- Плорек-сюр-Аргенон (417 чел.)
- Плюдюно (2 188 чел.)
- Сен-Жакю-де-ла-Мер (911 чел.)
- Сен-Лормель (874 чел.)
- Сен-Мелуар-де-Буа (265 чел.)
- Сен-Мишель-де-Плелан (307 чел.)
- Сен-Моде (284 чел.)
- Требедан (427 чел.)

## Население
| 1962   | 1968   | 1975   | 1982   | 1990   | 1999   | 2006   | 2012   | 2019   |
| ------ | ------ | ------ | ------ | ------ | ------ | ------ | ------ | ------ |
| 10 488 | 10 395 | 10 537 | 11 121 | 11 249 | 11 221 | 12 230 | 13 222 | 18 996 |

## Политика
На президентских выборах 2022 г. жители кантона отдали в 1-м туре Эмманюэлю Макрону 30,6 % голосов против 25,3 % у Марин Ле Пен и 17,9 % у Жана-Люка Меланшона; во 2-м туре в кантоне победил Макрон, получивший 57,9 % голосов. (2017 год. 1 тур: Эмманюэль Макрон – 27,0 %, Франсуа Фийон и Марин Ле Пен – по 19,4 %, Жан-Люк Меланшон – 17,6 %; 2 тур: Макрон – 69,2 %. 2012 год. 1 тур: Франсуа Олланд — 30,5 %, Николя Саркози — 22,5 %, Марин Ле Пен — 17,1 %; 2 тур: Олланд — 57,3 %).
С 2015 года кантон в Совете департамента Кот-д’Армор представляют мэр коммуны Сен-Мелуар-де-Буа Мишель Дебуа (Michel Desbois) и мэр коммуны Креэн Мари-Кристин Котен (Marie-Christine Cotin) (оба — Разные правые).
|                | Кандидаты                       | Партия                   | Первый тур | Первый тур     | Второй тур | Второй тур |
| Кол-во голосов | Кандидаты                       | Партия                   | % голосов  | Кол-во голосов | % голосов  |            |
| -------------- | ------------------------------- | ------------------------ | ---------- | -------------- | ---------- | ---------- |
|                | Мишель Дебуа Мари-Кристин Котен | Разные правые            | 2 967      | 49,56          | 3 518      | 59,50      |
|                | Филипп Желар Эстель Эрве-Гиймо  | Разные левые             | 2 107      | 35,19          | 2 395      | 40,50      |
|                | Филипп Миай Стефани Реплен      | Национальное объединение | 913        | 15,25          |            |            |

|                | Кандидаты                       | Партия             | Первый тур | Первый тур     | Второй тур | Второй тур |
| Кол-во голосов | Кандидаты                       | Партия             | % голосов  | Кол-во голосов | % голосов  |            |
| -------------- | ------------------------------- | ------------------ | ---------- | -------------- | ---------- | ---------- |
|                | Мишель Дебуа Мари-Кристин Котен | Разные правые      | 3 164      | 40,70          | 4 361      | 55,20      |
|                | Паскаль Гильшер Филипп Меле     | Левый блок         | 3 014      | 38,77          | 3 540      | 44,80      |
|                | Филипп Миай Стефани Реплен      | Национальный фронт | 1 596      | 20,53          |            |            |